# Ситняг пипкуватий
Ситняг пипкуватий (Eleocharis mamillata) — вид рослин з родини осокових (Cyperaceae); поширений у Євразії, Канаді й США.

## Опис
Багаторічник з повзучим кореневищем. Стебло м'яке. Листові піхви жовтуваті або червонуваті. Колоски густі. Покривні луски коричневі. Плоди широко-оберненояйцевидні або майже округлі. Між стилоподієм і плодом немає перетяжки, стилоподій всею основою прилягає до верхівки плоду. Стилоподій соскоподібний, рідко коротко-конічний, висота його значно менша від ширини (0.3–0.6 мм завдовжки, 0.4–0.8 мм завширшки). Оцвітних щетинок 5–8, вони довші ніж плід, з густими зубчиками.

## Поширення
Поширений у Євразії, Канаді й США.